# 波叶杜鹃
波叶杜鹃（学名：Rhododendron hemsleyanum）为杜鹃花科杜鹃花属下的一个种。

## 扩展阅读
- 維基物種上的相關：波叶杜鹃